# كيمانول
كيمانول شركة كيمائيات الميثانول مقرها السعودية، أنشئت عام 1989 على أيدي سعوديين وخليجيين. تنشط الشركة في إنتاج مادة الفورمالدهيد ومشتقاتها ومحسنات الخرسانة
وتستخدم ماده الميثانول كماده لقيم أساسية في جميع عملياتها الإنتاجية.
قامت الشركة مؤخراً بزياده طاقاتها الإنتاجية والتوسع في عملياتها للاستفادة من النمو الموجود ودعم أرباح الشركة :
مصنع الميثانول - مصنع ثاني ميثايل الفورمالدهايد - مصنع بنتاريثريتول - مصنع الفورمالدهايد.
وتدخل معظم منتجات الشركة في الصناعات التحويليه كصناعة الاصباغ وصناعة الجلود وصناعه المطاط وصناعة النسيج.
عدد أسهم الشركة 120.6 يحتفظ المؤسسون بنصفها، ومن أبرز ملاكها شركه عبد الله وعبد العزيز كانو.

## وصلات خارجية
- موقع شركة كيمانول الرسمي